# エミール・バールセン

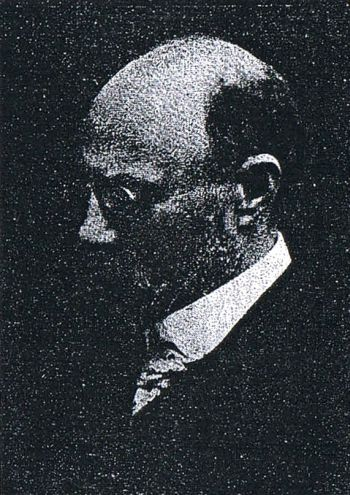
エミール・バールセン

エミール・バールセン（Emil Bahlsen、1862年1月30日 - 1919年4月24日）は、明治時代にお雇い外国人として来日したドイツの工学者である。名のエミールはEmileとも表記される。

## 人物・生涯
南アメリカのチリに生まれる。後にドイツに渡りフライベルク鉱山学校で学ぶ。
卒業後の1897年（明治30年）に日本政府の招聘により来日した。東京帝国大学（現在の東京大学）で鉱山学や冶金学等、鉱山に関する工学の教鞭を執った。1900年（明治33年）に任期満了となり、帰国した。